# Pablo Ledesma (zapaśnik)
Pablo Ledesma – panamski zapaśnik walczący w stylu wolnym. Zajął czwarte miejsce na igrzyskach panamerykańskich w 1971 i siódme w 1975. Srebrny medalista igrzysk Ameryki Środkowej i Karaibów w 1974. Wicemistrz igrzysk boliwaryjskich w 1970 i 1973, a także igrzysk Ameryki Centralnej w 1973 roku.